# Басийак
Басийа́к (фр. Bassillac) — коммуна во Франции, находится в регионе Аквитания. Департамент — Дордонь. Входит в состав кантона Иль-Мануар. Округ коммуны — Перигё.
Код INSEE коммуны — 24026.

## География

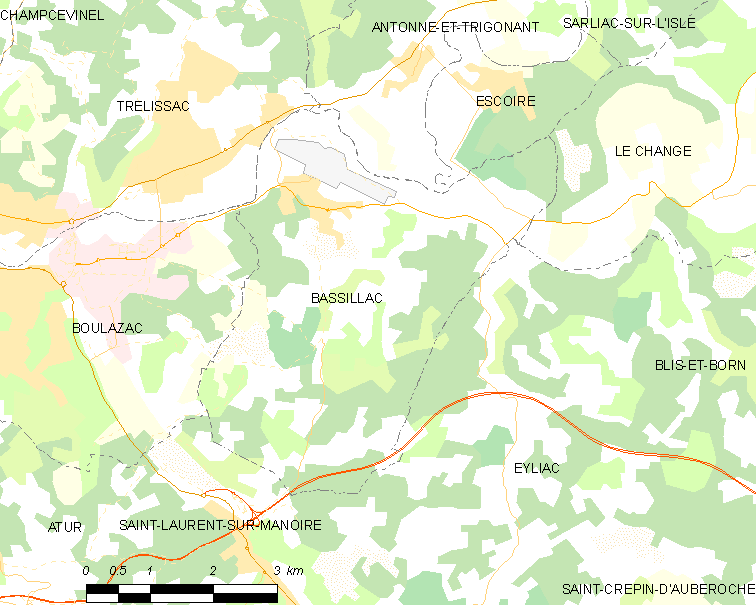
Карта коммуны

Коммуна расположена приблизительно в 430 км к югу от Парижа, в 120 км восточнее Бордо, в 8 км к востоку от Перигё.
На севере коммуны протекает река Иль.

### Климат
Климат умеренный океанический со средним уровнем осадков, которые выпадают преимущественно зимой. Лето здесь долгое и тёплое, однако также довольно влажное, здесь не бывает регулярных периодов летней засухи. Средняя температура января — 5 °C, июля — 18 °C. Изредка вследствие стечения неблагоприятных погодных условий может наблюдаться непродолжительная засуха или случаются поздние заморозки. Климат меняется очень часто, как в течение сезона, так и год от года.

## Население
Население коммуны на 2010 год составляло 1795 человек.
| 1962 | 1968 | 1975 | 1982 | 1990 | 1999 | 2010 |
| ---- | ---- | ---- | ---- | ---- | ---- | ---- |
| 506  | 512  | 701  | 1297 | 1541 | 1755 | 1795 |

## Администрация
| Период | Период | Фамилия         | Партия       | Примечания |
| ------ | ------ | --------------- | ------------ | ---------- |
| ?      | 1949   | Пьер Лаше       |              |            |
| 1949   | 1959   | Жозеф Буассави  |              |            |
| 1959   | 1983   | Марсель Лакьони |              |            |
| 1983   | 1989   | Жоэль Клеман    |              |            |
| 1989   | 2014   | Ги Лемари       | Разные левые | пенсионер  |
| 2014   | 2020   | Мишель Бело     | Разные левые |            |

## Экономика
В 2010 году среди 1162 человек трудоспособного возраста (15—64 лет) 832 были экономически активными, 330 — неактивными (показатель активности — 71,6 %, в 1999 году было 71,9 %). Из 832 активных жителей работали 764 человека (377 мужчин и 387 женщин), безработных было 68 (31 мужчина и 37 женщин). Среди 330 неактивных 64 человека были учениками или студентами, 195 — пенсионерами, 71 были неактивными по другим причинам.

## Достопримечательности
- Замок Роньяк[фр.] (XVI век). Исторический памятник с 1945 года[5]
- Замок Гудо
- Церковь Св. Стефана (перестроена в XVI веке)

## Фотогалерея

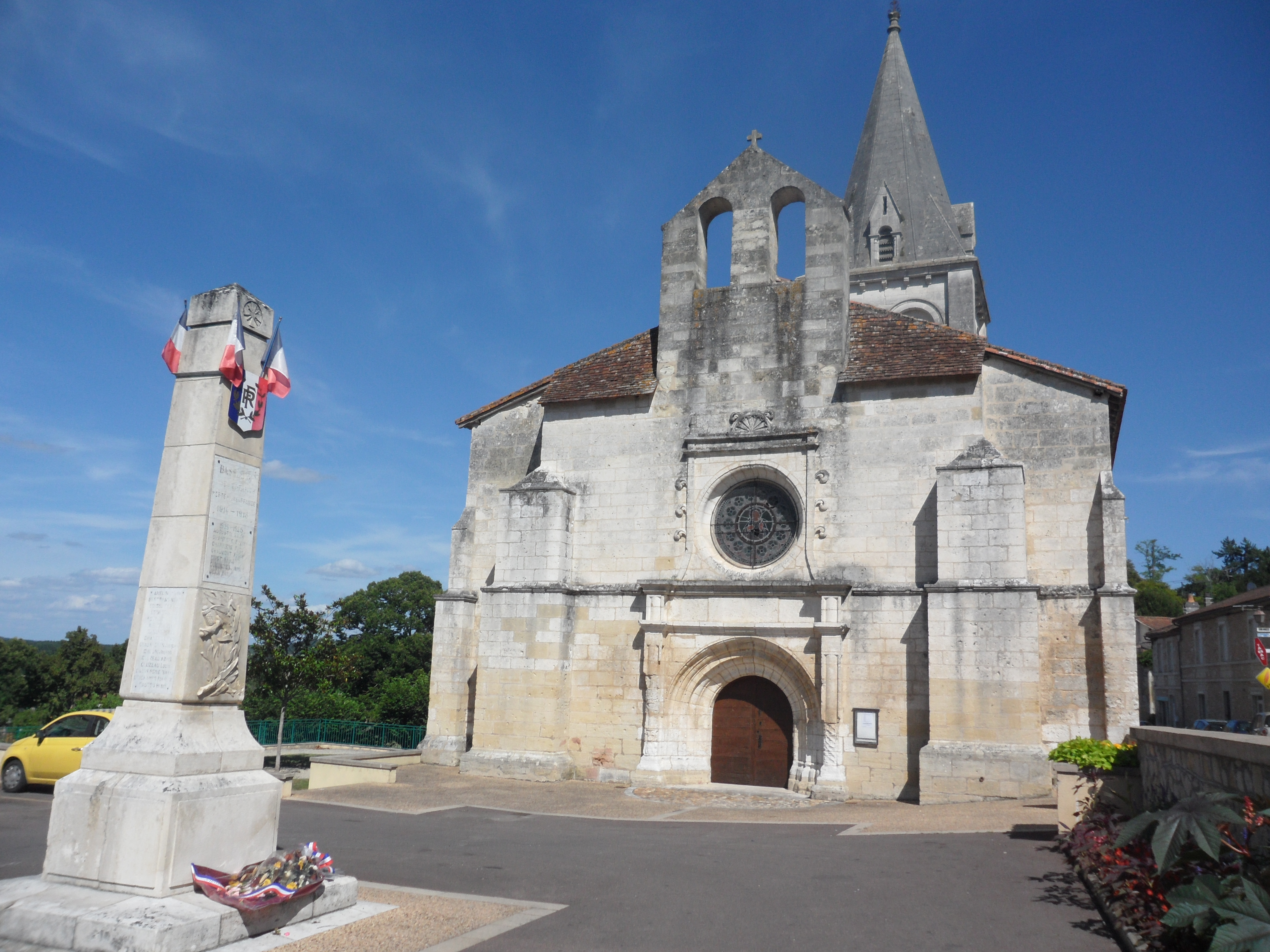
Церковь Св. Стефана и военный мемориал
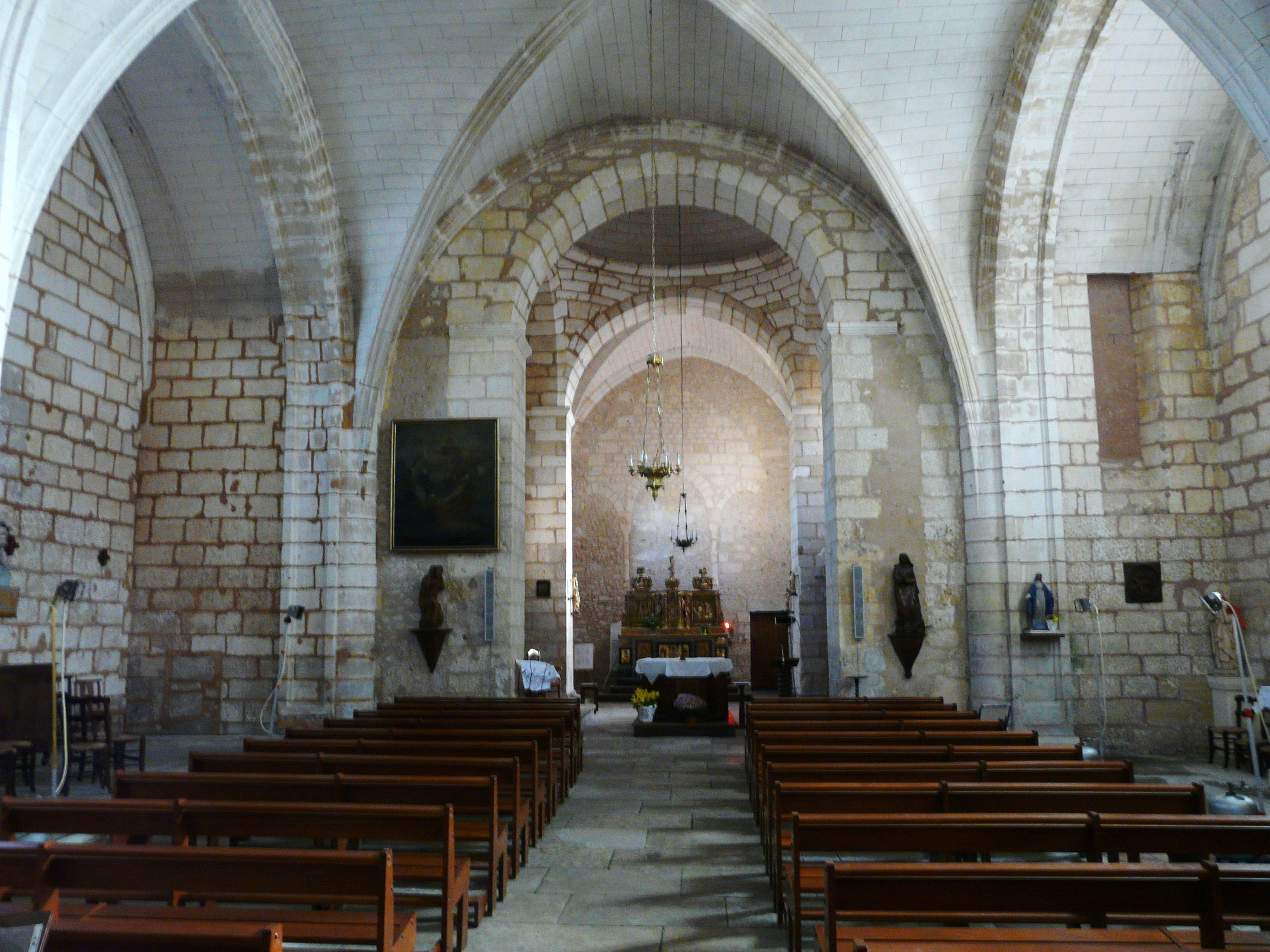
Интерьер церкви Св. Стефана
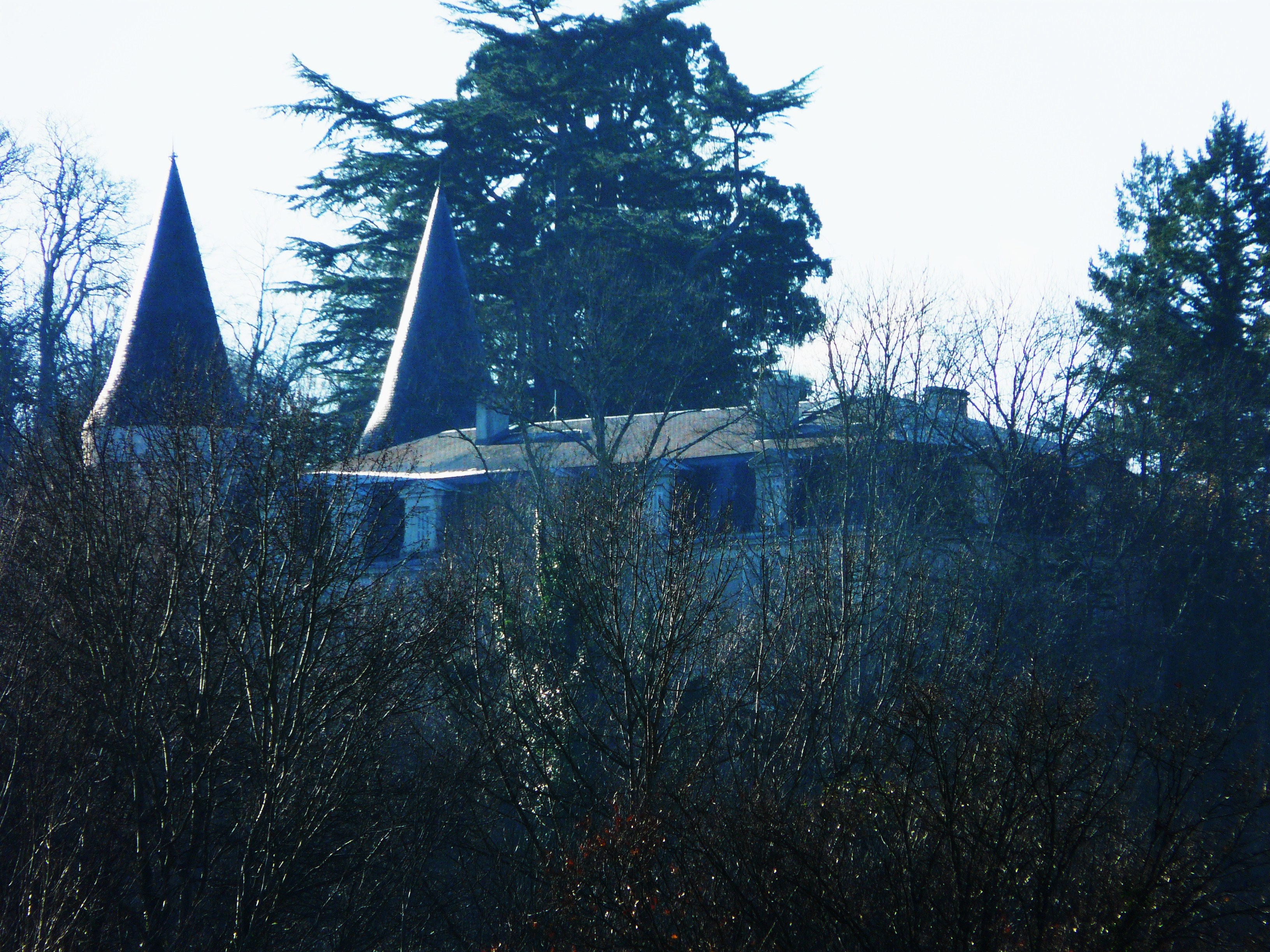
Замок Гудо
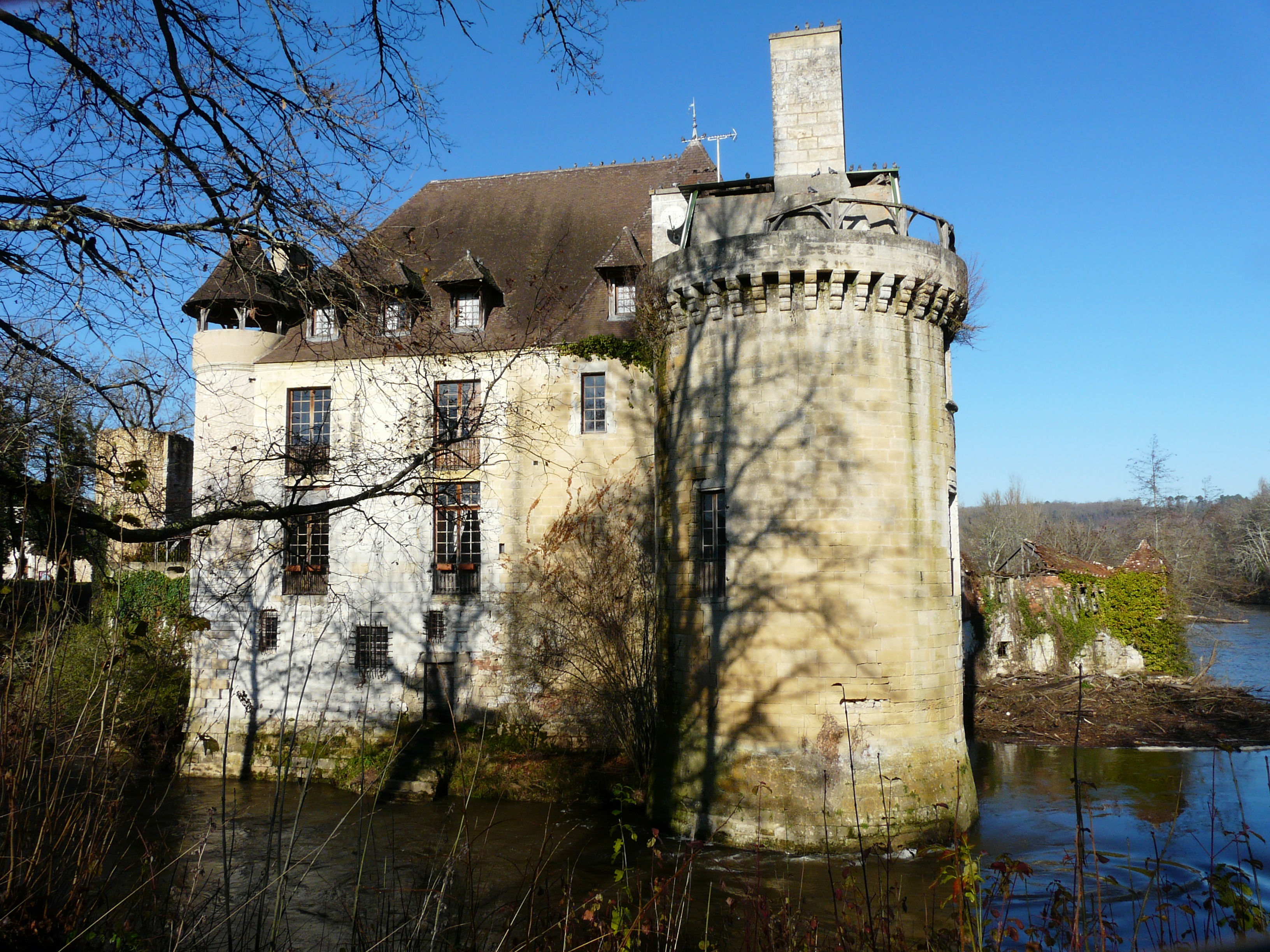
Замок Роньяк
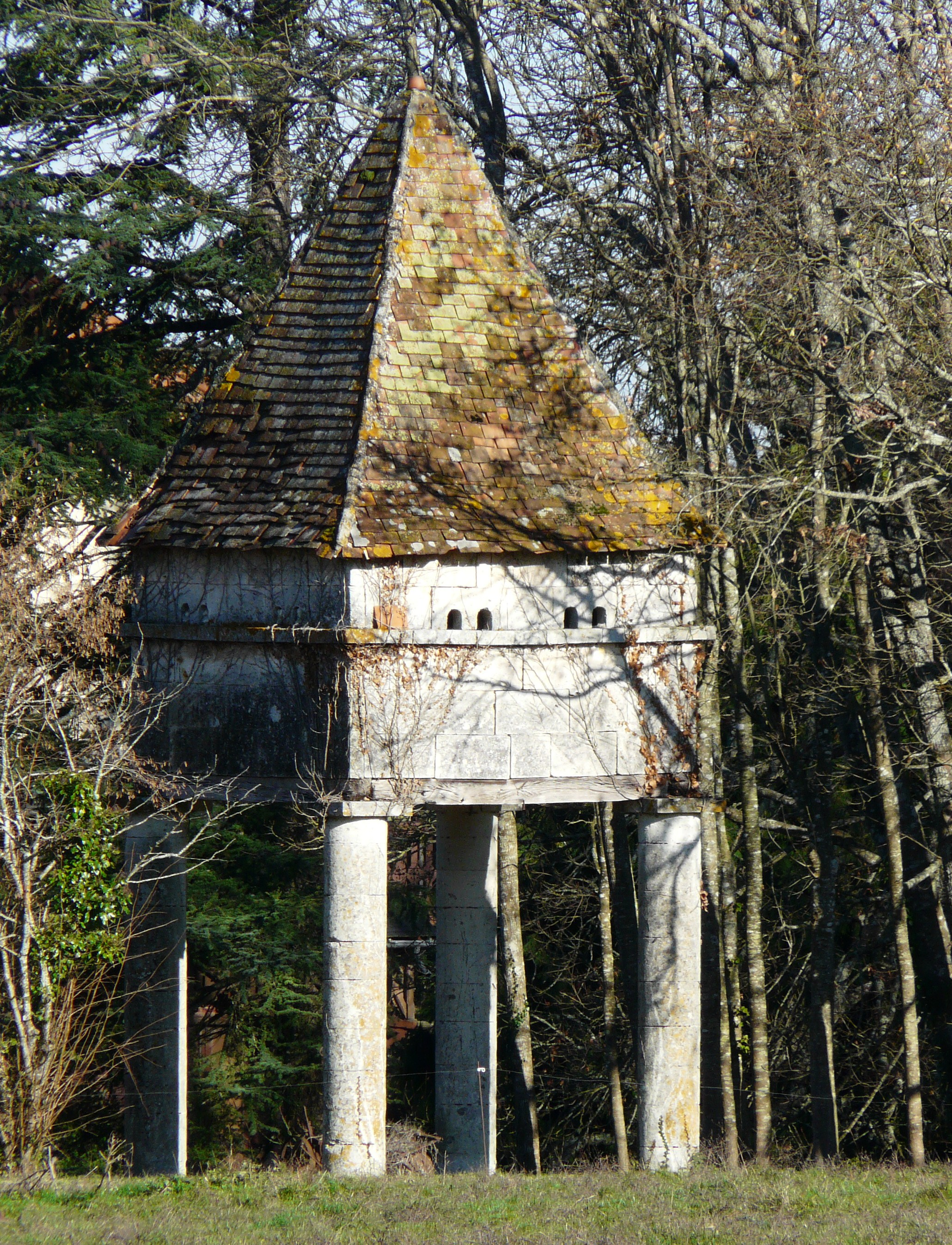
Голубятня
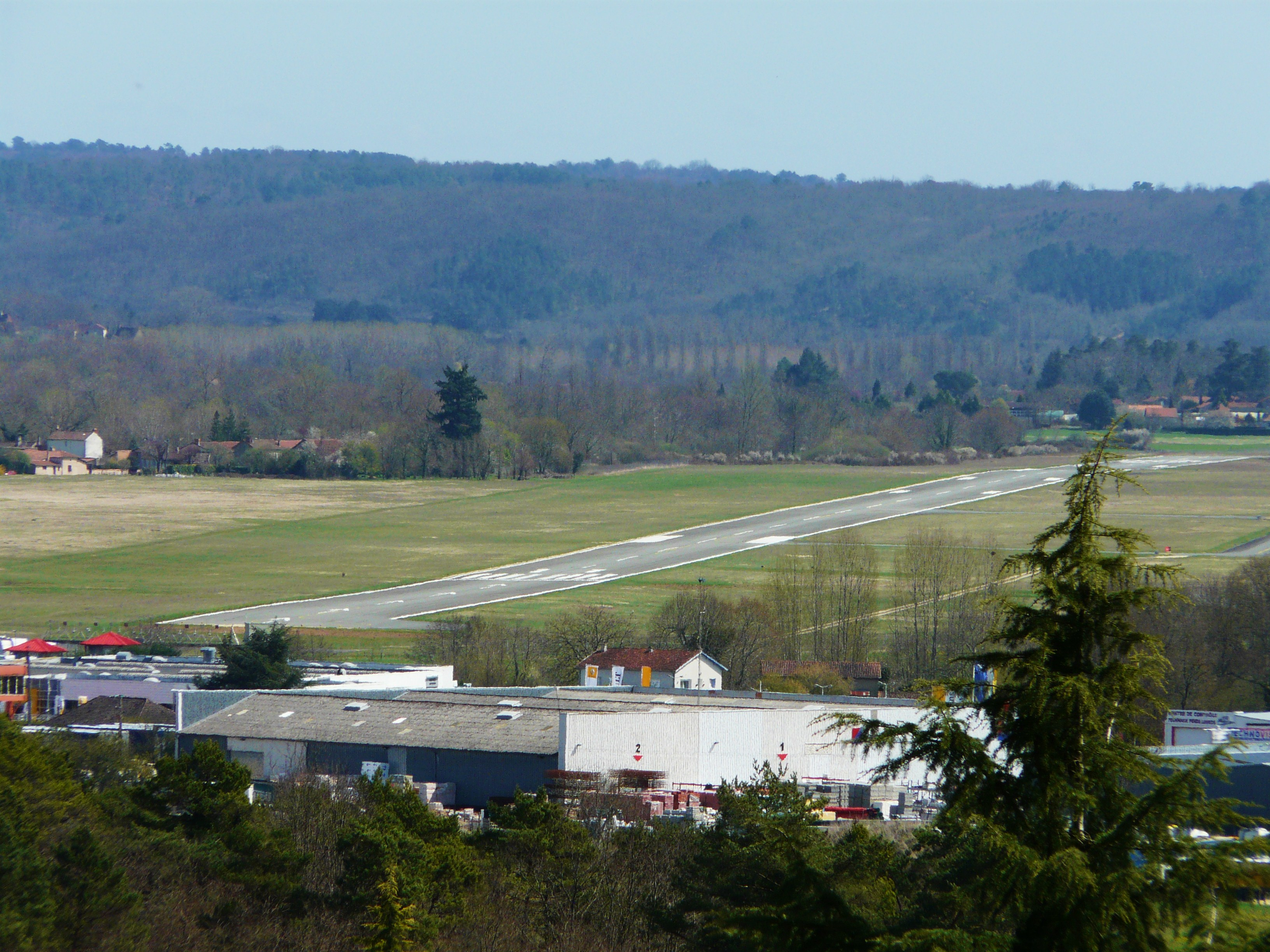
Аэропорт Перигё-Басийак